# موری رز
موری رز (به انگلیسی: Murray Rose) ورزشکار مرد رشتهٔ شنا اهل کشور استرالیا است. وی در بین سال‌های ‎۱۹۵۶ تا ۱۹۶۰ میلادی در مسابقات بازی‌های المپیک تابستانی در مجموع ۶ مدال، شامل ۴ مدال طلا و ۱ نقره و ۱ برنز را کسب کرد.